# الجزایر (فیلم)
الجزایر (انگلیسی: Algiers) فیلمی در ژانر رمانتیک به کارگردانی جان کرامول و جیمز کین است که در سال ۱۹۳۸ منتشر شد.
از بازیگران آن می‌توان به شارل بوآیه، هدی لامار، آلن هِیل و جین لاکهارت اشاره کرد.